# Roeboexodon geryi
Roeboexodon geryi är en fiskart som beskrevs av Myers, 1960. Roeboexodon geryi ingår i släktet Roeboexodon och familjen Characidae. Inga underarter finns listade i Catalogue of Life.